# Śpiewająca kość
Śpiewająca kość (Der singende Knochen) – baśń ludowa spisana przez braci Grimm i opublikowana w 1812 roku w zbiorze Baśni (tom 1, nr 28).

## Treść
W pewnym królestwie w lasach pojawił się groźny dzik, który nie dość, że niszczył uprawy chłopów, to jeszcze zagrażał życiu ludzi i zwierząt gospodarskich. Król obiecał wielką nagrodę każdemu, kto uwolni  kraj od bestii, ale nikt nie zdołał tego dokonać, gdyż wszyscy ginęli w starciu z dzikiem. Wówczas król obiecał, że ten, kto zabije dzika, dostanie jego córkę za żonę. Dwaj bracia, synowie ubogiego mieszkańca tego kraju, przyjęli wezwanie. Starszy, mądrzejszy brat zrobił to z pychy, a młodszy, głupszy z poczucia obowiązku.
Zgodnie z rozkazem króla, każdy z nich wszedł do lasu od innej strony, aby mieć pewność, że natrafią na dzika. Młodszy brat, wędrując w lesie, spotkał na swojej drodze malutkiego człowieka, trzymającego w ręku włócznię. Człowiek rzekł do niego: "Daję ci tę włócznię, bo twe serce jest niewinne, możesz z nią bez lęku wyjść dzikowi naprzeciw, nie zrobi nic złego." Młodszy podziękował nieznajomemu i udał się w dalszą drogę. Wkrótce spotkał i dzika, którego zabił bez trudu pchnięciem włóczni.
Tymczasem starszy brat, wstąpił do spotkanej po drodze karczmy, sądząc, że "dzik nie ucieknie". Był zdumiony, kiedy zobaczył brata z martwym dzikiem na ramionach. Udawał radość z tego powodu, ale jednocześnie czuł wzbierającą zazdrość. Kiedy wracali razem do domu, zaatakował go nieoczekiwanie od tyłu i zadał śmiertelny cios. Pogrzebał ciało brata pod mostem, wziął dzika i zaniósł go królowi mówiąc, że sam zabił zwierzę. W nagrodę dostał córkę króla za żonę. Gdy młodszy brat długo nie wracał, zasugerował, że to dzik musiał go zabić i wszyscy w to uwierzyli.
Po wielu latach pewien pasterz, pędzący swoje owce przez most, zobaczył na dole w piasku śnieżnobiałą kość. Nie wiedząc, że to kość ludzka, zrobił z niej ustnik do swego rogu. Gdy dmuchnął w niego pierwszy raz, kość, ku zdumieniu pasterza, zaczęła śpiewać:
"Ach, pastuszku sprawiła to złość

Że dmuchasz dziś w moją kość

Mój brat mnie zamordował

Pod mostem mnie pochował

Dla dzika spłynęła krew do rzeczki

Dla króla jedynej córeczki"
Wówczas pasterz zaniósł kość do króla. Przy królu zagrał ponownie i kość znowu zaśpiewała te same słowa. Król kazał przeszukać ziemię pod mostem. Wówczas znaleziono szkielet zabitego pasterza. Zły brat przyznał się do morderstwa. Z rozkazu króla zabójcę zaszyto w worek i żywcem utopiono w rzece, a kości zamordowanego złożono w pięknym grobie na kościelnym podwórcu.